# Philippe Sternis
Philippe Sternis, né le 30 septembre 1952 à Neuilly-sur-Seine, est un dessinateur et scénariste de bandes dessinées français.

## Biographie
Philippe Sternis est illustrateur pour la littérature enfantine et également un collaborateur régulier des publications du groupe Bayard presse chez qui ses premières planches sont éditées en 1974 dans le journal Record. Il collabore dans les années 80 au magazine français de bande dessinée Circus. Il est également artiste-peintre. En 1998, avec Régis Loisel, il fait paraitre le remarquable album Pyrénée, aux éditions Glénat.
Depuis 2005, il réalise les illustrations des romans pour enfants Princesse Zélina (16 des 25 tomes parus en 2021 sont illustrés par Philippe Sternis).

## Œuvres
- Histoire de la vie des hommes chez La Pibole
  - 100.000 dollars pour un troupeau 1980
- Snark Saga - Sternis et Cothias chez BD Okapi.
  - Tome 1 : L'Oiseau Bleu - 1982
  - Tome 2 : Le Lapin Blanc - 1983
- Les grandes batailles de l'histoire chez Larousse
  - Tome 6 : La Guerre de Sécession 1984
- Trafic - Sternis et Cothias chez BD Okapi, prix Alfred Enfants au Festival international de la bande dessinée d'Angoulême en 1985[6]
- Memory - Sternis et Cothias chez Glénat
  - Tome 1 : Le Bal des Mandibules 1986
  - Tome 2 : Le Cargo sous la mer 1987
  - Tome 3 : le Nécromobile 1988
- Mouche chez Bayard
  - Tome 1 : La rivière Fantôme 1989
  - Tome 2 : Le Bateau d'Antoine 1992
- Solo - Sternis et Claude Carré 1994 chez Dargaud
- Pyrénée - Sternis et Loisel en 1998 chez Vents d'Ouest[4]
- Robinson Tome 1 - Sternis en 2001 chez Vents d'Ouest[7],[8]
- Mouche - La rivière Fantôme (réédition recolorisée) en 2005 chez Des ronds dans l'O[9]
- Le Corbeau en 2010 chez Fugues en bulles[10]

## Prix
- 1985 : Alfred jeunesse pour Trafic (avec Patrick Cothias)[6]